# Fußballnationalmannschaft der Demokratischen Republik Kongo/Weltmeisterschaften
Der Artikel beinhaltet eine ausführliche Darstellung der Fußballnationalmannschaft der Demokratischen Republik Kongo bei Fußball-Weltmeisterschaften. Die Mannschaft konnte sich 1974 noch unter dem Namen Zaire für die WM qualifizieren. Danach scheiterte sie aber immer wieder in der Qualifikation. In der ewigen Rangliste belegt die Demokratische Republik Kongo als schlechteste afrikanische Mannschaft und schlechteste Mannschaft mit nur einer Teilnahme den 79. und vorletzten Platz.

## Übersicht
| Jahr | Gastgeberland  | Teilnahme bis …                    | Letzte(r) Gegner                   | Ergebnis | Trainer         | Bemerkungen und Besonderheiten |
| ---- | -------------- | ---------------------------------- | ---------------------------------- | -------- | --------------- | --- |
| 1930 | Uruguay        | nicht teilgenommen                 |                                    |          |                 | Kein selbständiger Staat |
| 1934 | Italien        | nicht teilgenommen                 |                                    |          |                 | Kein selbständiger Staat |
| 1938 | Frankreich     | nicht teilgenommen                 |                                    |          |                 | Kein selbständiger Staat |
| 1950 | Brasilien      | nicht teilgenommen                 |                                    |          |                 | Kein selbständiger Staat |
| 1954 | Schweiz        | nicht teilgenommen                 |                                    |          |                 | Kein selbständiger Staat |
| 1958 | Schweden       | nicht teilgenommen                 |                                    |          |                 | Kein selbständiger Staat |
| 1962 | Chile          | nicht teilgenommen                 |                                    |          |                 | kein FIFA-Mitglied, 1. Länderspiel erst 1963 |
| 1966 | England        | nicht teilgenommen                 |                                    |          |                 | |
| 1970 | Mexiko         | Anmeldung durch die FIFA abgelehnt |                                    |          |                 | |
| 1974 | Deutschland    | Vorrunde (als Zaire)               | Schottland, Jugoslawien, Brasilien | 16.      | Blagoja Vidinić | Erste Teilnahme eines Land aus dem Afrika südlich der Sahara bei einer WM-Endrunde. Nach drei Niederlagen als Gruppenletzter ausgeschieden. Das 0:9 gegen Jugoslawien ist bis heute die höchste Niederlage. |
| 1978 | Argentinien    | zurückgezogen (als Zaire)          |                                    |          |                 | |
| 1982 | Spanien        | nicht qualifiziert (als Zaire)     |                                    |          |                 | In der Qualifikation in der 3. Runde an Kamerun gescheitert. |
| 1986 | Mexiko         | nicht teilgenommen                 |                                    |          |                 | |
| 1990 | Italien        | nicht qualifiziert (als Zaire)     |                                    |          |                 | In der Qualifikation in der 2. Runde an Tunesien gescheitert, das sich ebenfalls nicht qualifizieren konnte.                                                                                                |
| 1994 | USA            | nicht qualifiziert (als Zaire)     |                                    |          |                 | In der Qualifikation in der 1. Runde erneut an Kamerun gescheitert. |
| 1998 | Frankreich     | nicht qualifiziert (als Zaire)     |                                    |          |                 | In der Qualifikation in der 2. Runde an Südafrika gescheitert. |
| 2002 | Südkorea/Japan | nicht qualifiziert                 |                                    |          |                 | In der Qualifikation in der 2. Runde erneut an Tunesien gescheitert. |
| 2006 | Deutschland    | nicht qualifiziert                 |                                    |          |                 | In der Qualifikation in der 2. Runde an Ghana gescheitert. |
| 2010 | Südafrika      | nicht qualifiziert                 |                                    |          |                 | In der Qualifikation in der 2. Runde an Ägypten gescheitert, das sich ebenfalls nicht qualifizieren konnte.                                                                                                 |
| 2014 | Brasilien      | nicht qualifiziert                 |                                    |          |                 | In der Qualifikation an Kamerun gescheitert. |
| 2018 | Russland       | nicht qualifiziert                 |                                    |          |                 | In der Qualifikation in der zweiten Runde an Tunesien gescheitert. |
| 2022 | Katar          | nicht qualifiziert                 |                                    |          |                 | In der 3. Qualifikationsrunde an Marokko gescheitert. |

.
Statistik (Angaben inkl. 2022: 22 Weltmeisterschaften; Prozentangaben sind gerundet)
- Nicht teilgenommen (kein selbständiger Staat, nicht anerkannt oder Anmeldung nicht akzeptiert): 10× (45,5 %; 1930 bis 1970, 1986),
- Zurückgezogen: 1× (4,5 %; 1978)
- Nicht qualifiziert: 10× (44,5 %; 1982, 1990, 1994, 1998, 2002, 2006, 2010, 2014, 2018 und 2022)
- Sportliche Qualifikation: 1× (4,5 % bzw. bei 9 % der Versuche)
  - Vorrunde: 1× (4,5 %; 1974)

## Weltmeisterschaften

### 1930 bis 1962
Der Kongo war von 1885 bis 1908 zunächst Privatbesitz des belgischen Königs Leopold II. und ab 1908 belgische Kolonie. 1960 wurde er als Republik Kongo unabhängig. Die Fédération Congolaise de Football-Association wurde zwar bereits 1919 gegründet, aber erst 1964 in die FIFA aufgenommen. Daher konnte die Mannschaft an den ersten sieben Weltmeisterschaften nicht teilnehmen.

### 1966 in England
Für die  WM im „Mutterland des Fußballs“ hatte der Kongo nicht gemeldet, und da den Mannschaften aus Afrika, Asien und Ozeanien nur ein Platz bei der Endrunde zugestanden wurde, zogen auch alle 15 gemeldeten afrikanischen Mannschaften zurück.

### 1970 in Mexiko
Für die Qualifikation für die WM in Mexiko wurde die Anmeldung des Kongo von der FIFA nicht akzeptiert.

### 1974 in Deutschland

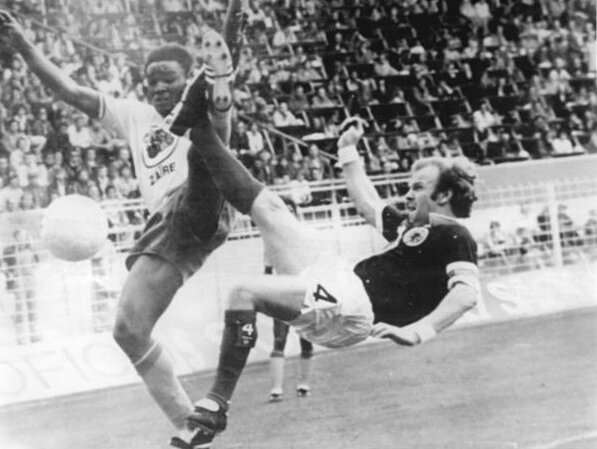
Szene aus dem 1. WM-Spiel gegen Schottland (Maku Mayanga (Zaire-links) und Billy Bremner (rechts))

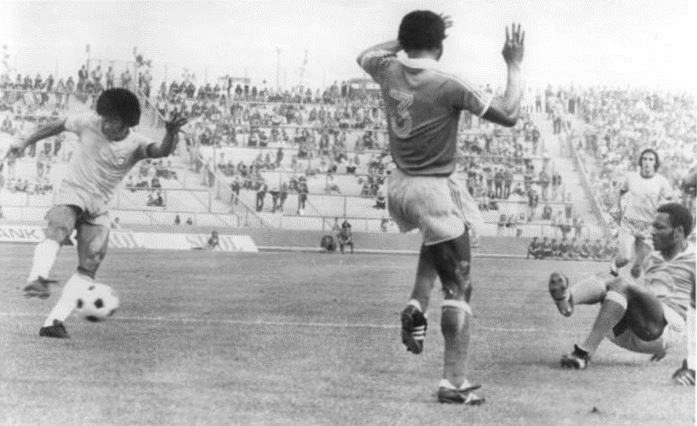
Szene aus dem Spiel gegen Brasilien

In der Qualifikation für die WM in der Bundesrepublik Deutschland musste Zaire, wie sich der Kongo seit 1971 nannte, in der ersten Runde gegen Togo antreten und bestritt am 6. Juni 1972 in Lomé das erste WM-Qualifikationsspiel. Beide Mannschaften trennten sich torlos und mit einem 4:0 14 Tage später im heimischen Kinshasa wurde die zweite Runde erreicht. In dieser traf Zaire auf Kamerun. Beide gewannen auswärts mit 1:0, so dass zwei Tage nach dem Spiel in Kinshasa ein drittes Spiel stattfand, das Zaire mit 2:0 gewann. In der dritten Runde wurde zwar im Auswärtsspiel mit 0:1 gegen Ghana verloren, das Rückspiel wurde aber mit 4:1 gewonnen. Zaire konnte sich anschließend in der vierten Runde mit drei sportlichen Siegen sowie einem Sieg am grünen Tisch (Marokko trat zum letzten aussichtslosen Spiel nicht mehr an) gegen Sambia und Marokko durchsetzen und als erste Subsahara-Mannschaft für die WM qualifizieren.
In Deutschland trafen die Zairer in ihrem ersten WM-Spiel auf Schottland und verloren mit 0:2. Im zweiten Spiel gegen Jugoslawien folgte eine 0:9-Niederlage, womit die Jugoslawen den Rekord von Ungarn (9:0 bei der WM 1954 gegen Südkorea) einstellten. Im letzten Spiel gegen Titelverteidiger Brasilien folgte dann noch ein 0:3. Damit verabschiedete sich Zaire bzw. der Kongo für mindestens 48 Jahre von der WM-Bühne. Zaire hatte aber, da sich die drei anderen Mannschaften jeweils remis trennten, durch die Verhinderung weiterer Tore der Schotten dafür gesorgt, dass die Schotten aufgrund der weniger erzielten Tore ohne Niederlage ausschieden.

### 1978 in Argentinien
In der Qualifikation zur  WM in Argentinien sollte Zaire in der ersten Runde gegen die Zentralafrikanische Republik antreten. Da diese zurückzog, kam Zaire kampflos eine Runde weiter. Zaire zog dann seinerseits in der zweiten Runde, in der Zaire gegen Nigeria antreten sollte, zurück.

### 1982 in Spanien
In der Qualifikation für die WM in Spanien musste Zaire in der ersten Runde gegen Mosambik antreten und gewann mit 5:2 und 2:1 beide Spiele. In der zweiten Runde wurde nach einem 1:1 in Madagaskar das Heimspiel mit 3:2 gewonnen und die dritte Runde erreicht. Hier konnte zwar das Heimspiel mit 1:0 gegen Kamerun gewonnen werden, im Rückspiel gab es aber eine 1:6-Niederlage. Kamerun gelang dann in der vierten Runde die erstmalige Qualifikation für die WM-Endrunde.

### 1986 in Mexiko
An der Qualifikation zur zweiten WM in Mexiko nahm Zaire nicht teil.

### 1990 in Italien
Für die Qualifikation zur zweiten WM in Italien hatte Zaire dann wieder gemeldet und erhielt in der ersten Runde ein Freilos. In der zweiten Runde waren Tunesien, Sambia und Marokko die Gegner. Punktgleich mit Sambia wurde hinter Tunesien nur der dritte Platz belegt. Verspielt wurde die Qualifikation am letzten Spieltag durch ein 1:1 in Marokko, da gleichzeitig Tunesien gegen Sambia gewann, wodurch Tunesien einen Punkt mehr hatte. Tunesien scheiterte dann aber in der dritten Runde an Kamerun.

### 1994 in den Vereinigten Staaten
Für die Qualifikation zur WM in den USA wurde Zaire in eine Gruppe mit Kamerun, Swasiland und Uganda Liberia. Liberia zog aber nach der Auftaktniederlage gegen Zaire und einem Remis gegen Kamerun zurück, so dass die Spiele aus der Wertung genommen wurden. Nach Auswärtsniederlagen gegen Swaziland und Kamerun sowie einem torlosen Remis im Heimspiel gegen Kamerun hatte Zaire keine Chance mehr, sich zu qualifizieren, und verzichtete auf das Heimspiel gegen Swaziland. Kamerun, das bei der vorherigen WM als erste afrikanische Mannschaft bis ins Viertelfinale vorgedrungen war, konnte sich dann auch für diese WM qualifizieren, dort aber nicht mehr an die Leistungen bei der WM 1990 anknüpfen.

### 1998 in Frankreich
Die Qualifikation zur zweiten WM in Frankreich verlief zunächst besser. In der ersten Runde konnte Mauritius mit zwei Siegen (5:1 und 2:0) ausgeschaltet werden. In der zweiten Runde waren dann aber Südafrika, die benachbarte Republik Kongo und Sambia stärker. Wegen des Ersten Kongokriegs mussten auch zwei Heimspiele auf neutralem Boden in Simbabwe bzw. Togo ausgetragen werden und Zaire konnte nur zwei Remis erreichen, verlor aber alle anderen Spiele und wurde Gruppenletzter. Südafrika qualifizierte sich damit erstmals für die WM.

### 2002 in Japan und Südkorea
In der Qualifikation für die erste WM in Asien trat die Mannschaft nun wieder unter dem Namen Demokratische Republik Kongo an. In der ersten Runde setzten sie sich mit 1:1 und 9:1 gegen Dschibuti durch. In der zweiten Runde waren dann Tunesien und die Elfenbeinküste stärker. Nur die Republik Kongo und Madagaskar waren noch schwächer.

### 2006 in Deutschland
Für die zweite Weltmeisterschaft in Deutschland konnte sich die Demokratische Republik Kongo wieder nicht qualifizieren. Nach einem Freilos in der ersten Runde wurde die Mannschaft in der zweiten Runde in eine Gruppe mit Ghana, Südafrika, Burkina Faso, Kap Verde und Uganda gelost. Die Mannschaft verlor zwar nur zwei Spiele (in Uganda und Burkina Faso), vier Siege und vier Remis reichten aber nicht zur Qualifikation, da Ghana am Ende fünf Punkte mehr hatte und sich erstmals für die WM qualifizierte.

### 2010 in Südafrika
Auch die Qualifikation für die erste WM in Afrika wurde verpasst. In der zweiten Runde waren Ägypten, Malawi und Dschibuti die Gegner. Dschibuti verlor alle Spiele, wogegen die Demokratische Republik Kongo nur noch das Heimspiel gegen Malawi gewann. Da alle anderen Spiele verloren wurden, reichte es nur zum dritten Platz. Die ersten beiden konnten sich aber in der nächsten Runde auch nicht qualifizieren.

### 2014 in Brasilien
Die Qualifikation für die zweite WM in Brasilien verlief ebenfalls schlecht. In der ersten Runde konnte zwar Swasiland mit 3:1 und 5:1 ausgeschaltet werden, in der Gruppenphase waren aber Kamerun und Libyen stärker. Nur gegen Togo gelang ein Sieg. Nach einem 0:0 im vorletzten Spiel gegen Kamerun hatte die Mannschaft keine Chance mehr, sich zu qualifizieren, und beendete die Gruppenphase als Tabellendritter. Gruppensieger Kamerun konnte sich dann in der letzten Runde gegen Tunesien durchsetzen und zur WM fahren.

### 2018 in Russland
In der Qualifikation musste die Mannschaft erst in der zweiten Runde eingreifen, die im November 2015 stattfand. Gegner war Burundi, das in der ersten Runde beide Spiele gegen die Seychellen gewann. Nach einem 3:2-Auswärtssieg reichte ein 2:2 im Heimspiel, um die dritte Runde zu erreichen. Diese fand zwischen Oktober 2016 und November 2017 statt und die Gegner waren Guinea, Libyen und Tunesien. Die Mannschaft startete mit Siegen gegen Libyen und in Guinea, verlor dann in Tunesien und verspielte durch ein 2:2 im Heimspiel gegen Tunesien die Qualifikation, so dass auch die beiden letzten Siege nichts mehr ausrichten konnten und die Mannschaft mit einem Punkt Rückstand auf Tunesien den zweiten Platz belegte.

### 2022 in Katar
In der Qualifikation musste die Mannschaft erst in der zweiten Runde eingreifen. Diese sollte eigentlich im März 2020 beginnen, wurde dann wegen der COVID-19-Pandemie mehrfach verschoben und begann dann erst im September 2021. Gegner waren Benin, Madagaskar und Tansania. Durch einen 2:0-Sieg im letzten Spiel wurde als Gruppensieger die dritte Runde erreicht, die im März 2022 stattfand. Hier trafen sie in Hin- und Rückspiel auf Marokko. Nach einem 1:1 im Heimspiel verloren sie das Rückspiel mit 1:4, so dass sie erneut die WM-Endrunde verpassten.

### 2026 in Kanada, Mexiko und den USA
Für die erste WM in drei Ländern wurde die Zahl der Teilnehmer auf 48 erhöht und den afrdie Zentralafrikanische Republikikanischen Mannschaften vier feste Plätze mehr zugestanden, so dass sich nun neun CAF-Mitglieder direkt qualifizieren können. Eine weitere afrikanische Mannschaft, die unter den Gruppenzweiten der ersten Runde ermittelt wird, nimmt am WM-Play-off-Turnier im März 2026 teil. Die Demokratische Republik Kongo trifft in der ersten Runde zwischen November 2023 und Oktober 2025 in Hin- und Rückspielen auf  Mauretanien, den Senegal, den Sudan, den Südsudan und Togo. Gegen Mauretanien, den Sudan und Togo ist die Bilanz positiv, gegen den Senegal negativ, gegen den Südsudan wurde noch nicht gespielt.

## Spieler

### Rangliste der zairischen WM-Spieler mit den meisten Einsätzen
1. Tshimen Buhanga, Mwepu Ilunga, Mwamba Kazadi, Uba Kembo Kembo, Mantantu Kidumu, Massamba Kilasu, Boba Lobilo, Mambwene Mana, Adelard Mayanga Maku, Mwanza Mukombo – je 3 Spiele

### Rangliste der zairischen WM-Spieler mit den meisten Toren
- Bisher keine

### WM-Kapitäne
- 1974: Kidumu Mantantu (zweimal ausgewechselt)

### Bei Weltmeisterschaften gesperrte Spieler
- 1974: Mulamba Ndaye erhielt im Spiel gegen Jugoslawien die Rote Karte und war für das letzte Spiel gegen Brasilien gesperrt.

### Anteil der im Ausland spielenden Spieler im WM-Kader
Bei der bisher einzigen Teilnahme wurden keine im Ausland spielenden Spieler berufen.

## Spiele
Zaire bestritt bisher 3 WM-Spiele, die alle verloren wurden. Dabei trafen sie nicht auf den Gastgeber und späteren Weltmeister oder Neulinge, aber den Titelverteidiger. Die drei Niederlagen sind auch die höchsten gegen diese Länder und die einzigen Spiele gegen diese Länder.
| Alle WM-Spiele |            |          |             |                     |   |               |                                                                     |
| Nr.            | Datum      | Ergebnis | Gegner      | Austragungsort      |   | Anlass        | Bemerkung                                                           |
| 1              | 14.06.1974 | 0:2      | Schottland  | Dortmund (BRD)      | * | 1. Finalrunde | Erstes Länderspiel gegen Schottland                                 |
| 2              | 18.06.1974 | 0:9      | Jugoslawien | Gelsenkirchen (BRD) | * | 1. Finalrunde | Erstes Länderspiel gegen Jugoslawien                                |
| 3              | 21.06.1974 | 0:3      | Brasilien   | Gelsenkirchen (BRD) | * | 1. Finalrunde | Einziges Länderspiel einer südamerikanischen Mannschaft gegen Zaire |

## Negativrekorde
- Zaire gehört zu den vier der bisher 80 WM-Endrundenteilnehmer, die bisher noch kein Tor erzielten. Alle nahmen erst an einem WM-Endrundenturnier teil: Niederländisch-Indien (1938), Zaire (1974), China (2002) sowie Trinidad & Tobago (2006).
- Die meisten Turnier-Gegentore: 1974 – Zaire und Haiti – je 14 in 3 Spielen (die meisten Gegentore aller Mannschaften, die nur einmal teilnahmen)
- Höchste Niederlage bei einem Turnier: Zaire – Jugoslawien 0:9 1974 (1. Finalrunde) – nur El Salvador kassierte 1982 mehr Tore in einem Spiel (10 gegen Ungarn, erzielte dabei aber 1 Tor).
- Schlechteste Mannschaft bei einem Turnier (1974).